# 김선영 (1976년)
김선영(金善映, 1976년 4월 10일 ~ )은 대한민국의 배우이다.

## 생애
1976년 4월 10일 서울특별시에서 출생한 그는 1995년 연극 《연극이 끝난 후에》를 통해 배우로 데뷔하였다.
2014년 영화 《국제시장》에서 인상깊은 연기력을 선보여 눈길을 끌었고, 2015년 TvN 드라마 《응답하라 1988》에서 동네 아줌마 3인방 중 막내 선우 엄마 역을 맡아 열연하며 전성기를 맞이하였다.

## 경력
- 1999년 ~ 2005년 극단 작은 신화 단원
- 2014년 ~ 극단 나베 대표
- 2017년 제5회 예당국제연극제 홍보대사

## 출연 작품

### 영화
- 2005년 《잠복근무》 - 수학 선생님 역
- 2006년 《아이스케키》 - 춘자 역
- 2011년 《위험한 상견례》 - 구멍 가게 주인 역
- 2012년 《음치클리닉》 - 이형자 역
- 2013년 《또 하나의 약속》
- 2014년 《몬스터》 - 월세 아줌마 역
- 2014년 《국제시장》 - 오영자랑 싸우는 아지매 역
- 2015년 《서부전선》 - 아줌마 역
- 2016년 《미씽: 사라진 여자》 - 안마 시술소 주인 역
- 2017년 《원라인》 - 홍 대리 역
- 2017년 《소통과 거짓말》 - 학원 실장 / 수퍼마켓 주인 역
- 2017년 《해피뻐스데이》 - 선영 역
- 2018년 《당신의 부탁》 - 연화 역
- 2018년 《허스토리》 - 신 사장 역
- 2018년 《미쓰백》 - 장후남 역
- 2019년 《말모이》 - 구자영 역
- 2019년 《어쩌다, 결혼》 - 조수정 역
- 2019년 《배심원들》 - 청소요정 역 (특별 출연)
- 2020년 《내가 죽던 날》 - 민정 역
- 2020년 《겨울밤에》 - 해란 역
- 2021년 《세자매》 - 희숙 역
- 2021년 《간호중》 - 사비나의 동료 수녀 역
- 2022년 《브로커》 - 보육원 원장 부인 역
- 2022년 《인생은 아름다워》
- 2022년 《비광》
- 2023년 《리턴 투 서울》 - 한국 고모 역
- 2023년 《드림팰리스》 - 혜정 역
- 2023년 《콘크리트 유토피아》 - 금애 역
- 2023년 《30일》 - 주숙정 역
- 2024년 《파묘》 - 오광심 역
- 2024년 《하이재킹》 - 영숙 역

### 드라마
- 2014년 MBC 《호텔킹》 - 소문정 역
- 2014년 tvN 《꽃할배 수사대》 - 준혁의 어머니 역
- 2014년 tvN 《삼총사》 - 박달향의 어머니 역
- 2014년 MBC 《MBC 드라마 페스티벌 - 가봉》 - 영애 역
- 2015년 MBC 《빛나거나 미치거나》 - 백묘 역
- 2015년 tvN 《응답하라 1988》 - 김선영 역
- 2016년 SBS 《그래, 그런거야》 - 오현주 역
- 2016년 JTBC 《욱씨남정기》 - 한영미 역
- 2016년 SBS 《원티드》 - 오미옥 역
- 2016년 MBC 《쇼핑왕 루이》 - 허정란 역
- 2016년 MBC 《아버님 제가 모실게요》 - 서혜주 역
- 2016년 SBS 《푸른 바다의 전설》 - 찜질방 손님 역
- 2017년 MBC 《파수꾼》 - 이순애 역
- 2017년 MBC 《병원선》 - 오미정 역
- 2017년 KBS2 《란제리 소녀시대》 - 정희의 어머니 역
- 2017년 tvN 《이번 생은 처음이라》 - 김현자 역
- 2018년 OCN 《애간장》 - 강신우의 어머니 역
- 2018년 tvN 《슬기로운 감빵생활》 - 카이스트의 아내 역
- 2018년 Olive 《은주의 방》 - 정소연 역
- 2018년 KBS2 《땐뽀걸즈》 - 박시영 역
- 2019년 tvN 《로맨스는 별책부록》 - 서영아 역
- 2019년 tvN 《그녀의 사생활》 - 엄소혜 역
- 2019년 JTBC 《열여덟의 순간》 - 윤송희 역
- 2019년 KBS2 《동백꽃 필 무렵》 - 박찬숙 역
- 2019년 SBS 《배가본드》 - 계선자 역
- 2019년 KBS2 《드라마 스페셜 - 사교-땐스의 이해》 - 수지의 어머니 역
- 2019년 tvN 《사랑의 불시착》 - 나월숙 역
- 2020년 tvN 《슬기로운 의사생활》 - 최무성의 아내 역
- 2020년 MBC 《꼰대인턴》 - 구자숙 역
- 2020년 SBS 《편의점 샛별이》 - 공분희 역
- 2020년 KBS2 《오! 삼광빌라!》 - 이만정 역
- 2021년 Netflix 《고요의 바다》 - 홍가영 역
- 2022년 TVING 《개미가 타고 있어요》 - 정행자 역
- 2023년 tvN 《일타 스캔들》 - 조수희 역
- 2023년 Netflix 《이두나!》 - 이두나의 어머니 역
- 2024년 JTBC 《끝내주는 해결사》 - 손장미 역
- 2024년 tvN 《손해 보기 싫어서》 - 엄소혜 역 (특별출연)
- 2024년 JTBC 《정숙한 세일즈》 - 서영복 역
- 2025년 Netflix 《중증외상센터》 - 강명희 역
- 2025년 tvN 《미지의 서울》 - 염분홍 역
- 2025년 tvN 《첫, 사랑을 위하여》 - 김선영 역

### 연극
- 1995년 《연극이 끝난 후에》
- 1999년 《똥강리 미스터리》 (1999.09.09~1999.10.31)
- 2003년 《안도라》 (2003.03.11~2003.03.13)
- 2004년 《굿바이! 모스크바》 - 안나 역 (2004.04.01~2004.05.30)
- 2005년 《아일랜드 행 소포》 (2005.03.11~2005.03.14)
- 2005년 《귀여운 여인》 (2005.09.27~2005.11.06)
- 2007년 《쇼! 웰컴 투 더 문》 (2007.01.04~2007.01.30)
- 2007년 《라인》 - 몰리 역 (2007.04.20~2007.06.03)
- 2007년 《미래는 없다》 - 박은지 역 (2007.09.22~2007.10.07)
- 2008년 《경남 창녕군 길곡면》 - 이선미 역 (2008.09.03~2008.09.28)
- 2008년 《콘트라베이스와 플룻》 - 콘트라베이스 역 (2008.11.21~2008.12.25)
- 2009년 《경남 창녕군 길곡면》 - 이선미 역 (2009.02.25~2009.03.08)
- 2009년 《안녕, 모스크바》 (2009.04.17~2009.04.30)
- 2010년 《뷰티퀸》 - 모린 역 (2010.01.14~2010.02.28)
- 2010년 《경남 창녕군 길곡면》 - 이선미 역 (2010.07.30~2010.09.19)
- 2012년 《전명출 평전》 - 이순님 역 (2012.07.10~2012.07.29)
- 2013년 《주머니 속 선인장》 (2013.05.29~2013.06.16)
- 2014년 《늦게 핀 꽃》 - 공작 부인 역 (2014.02.12~2014.02.16)
- 2014년 《홍준씨는 파라오다》 (2014.10.19~2014.10.25)
- 2017년 《경남 창녕군 길곡면》 - 이선미 역 (2017.12.15~2018.01.21)
- 2018년 《낫심》 (2018.04.10~2018.04.29)

### 뮤지컬
- 2009년 《더 스토리 오브 노틀담 드 파리》 - 크레피 역 (2009.10.09~2009.10.10)
- 2009년 《더 스토리 오브 노틀담 드 파리》 - 크래피 역 (2009.10.13)
- 2009년 《더 스토리 오브 노틀담 드 파리》 - 크레피 역 (2009.11.12~2009.11.13)
- 2010년 《더 스토리 오브 노틀담 드 파리》 - 크레피 역 (2010.01.29~2010.01.30)
- 2010년 《더 스토리 오브 노틀담 드 파리》 - 크레피 역 (2010.02.05~2010.02.06)

### 예능
- 2016년 TvN 《현장토크쇼 TAXI》 - 게스트 (2016.02.09~2016.02.16)
- 2016년 MBC 《황금어장 라디오스타》 - 게스트 (2016.12.14)
- 2020년 MBC 《황금어장 라디오스타》 - 게스트 (2020.01.29)
- 2021년 JTBC 《아는 형님》 - 전학생 (2021.01.09)
- 2021년 E채널 《노는 언니》 - 게스트 (2021.01.19)
- 2022년 SBS 《꼬리에 꼬리를 무는 그날 이야기》- 게스트 (2022.06.16)
- 2023년 KBS2 《옥탑방의 문제아들》- 게스트 (2023.05.31)
- 2023년 MBC 《심야괴담회》 - 괴스트 (2023.08.15)
- 2024년 JTBC 《배우반상회》 - 고정패널 (2024.01.23)
- 2024년 ENA 《현무카세》 - 게스트 (2024.08.08)

### 교양
- 2022년 TV조선 《식객 허영만의 백반기행》 - 게스트 (2022.05.27)

### 라디오
- 2022년 SBS 파워FM 《박하선의 씨네타운》 - 게스트 (2022.01.12)

### 광고
- 2016년 팔도 팔도 비빔면 (With 이일화. 라미란)
- 2016년 유한양행 삐콤씨
- 2018년 부산경남우유협동조합 부산우유 D.A.E.15 우유
- 2019년 한독 케토톱
- 2020년 KB국민은행 리브모바일

## 제작 작품

### 연극
- 2018년 《모럴 패밀리》 - 제작 (2018.03.01~2018.04.01)
- 2018년 《예술이 죽었다》 - 예술 감독 / 제작 (2018.08.14~2018.08.19)
- 2019년 《인방갤》 - 제작 (2019.08.16~2019.08.25)

## 수상 및 후보
| 연도 | 시상식                         | 부문                           | 작품                                | 결과 |
| ---- | ------------------------------ | ------------------------------ | ----------------------------------- | ---- |
| 2005 | 제5회 2인극 페스티벌           | 여자 연기상                    | 《귀여운 여인》                     | 수상 |
| 2016 | 제5회 아시아태평양 스타 어워즈 | 여자 조연상                    | 《응답하라 1988》                   | 후보 |
| 2016 | MBC 연기대상                   | 미니시리즈부문 여자 황금연기상 | 《쇼핑왕 루이》                     | 후보 |
| 2017 | MBC 연기대상                   | 월화극부문 여자 황금연기상     | 《파수꾼》                          | 후보 |
| 2017 | KBS 연기대상                   | 여자 조연상                    | 《란제리 소녀시대》                 | 후보 |
| 2018 | 제5회 들꽃영화상               | 조연상                         | 《소통과 거짓말》 《해피뻐스데이》  | 수상 |
| 2018 | 제23회 춘사영화제              | 여우조연상                     | 《소통과 거짓말》                   | 수상 |
| 2018 | 제27회 부일영화상              | 여우조연상                     | 《허스토리》                        | 수상 |
| 2018 | 제55회 대종상                  | 여우조연상                     | 《허스토리》                        | 후보 |
| 2018 | 제39회 청룡영화상              | 여우조연상                     | 《허스토리》                        | 후보 |
| 2019 | 제24회 춘사영화제              | 여우조연상                     | 《허스토리》                        | 후보 |
| 2019 | 제39회 황금촬영상              | 최우수 여우조연상              | 《말모이》                          | 수상 |
| 2019 | KBS 연기대상                   | 중편드라마부문 여자 조연상     | 《동백꽃 필 무렵》                  | 후보 |
| 2020 | 제56회 백상예술대상            | TV부문 여자 조연상             | 《사랑의 불시착》                   | 수상 |
| 2020 | MBC 연기대상                   | 여자 조연상                    | 《꼰대인턴》                        | 수상 |
| 2020 | KBS 연기대상                   | 장편드라마부문 여자 조연상     | 《오! 삼광빌라!》                   | 수상 |
| 2020 | KBS 연기대상                   | 베스트 커플상 (With 인교진)    | 《오! 삼광빌라!》                   | 후보 |
| 2020 | KBS 연기대상                   | 여자 인기상                    | 《오! 삼광빌라!》                   | 후보 |
| 2021 | 제7회 아시아태평양 스타 어워즈 | 여자 연기상                    | 《오! 삼광빌라!》 《편의점 샛별이》 | 수상 |
| 2021 | 제57회 백상예술대상            | 영화부문 여자 조연상           | 《세자매》                          | 수상 |
| 2021 | 제30회 부일영화상              | 여우조연상                     | 《세자매》                          | 수상 |
| 2021 | 제26회 춘사국제영화제          | 여우조연상                     | 《세자매》                          | 후보 |
| 2021 | 제41회 한국영화평론가협회상    | 여우조연상                     | 《세자매》                          | 수상 |
| 2021 | 제42회 청룡영화상              | 여우조연상                     | 《세자매》                          | 수상 |
| 2021 | 제22회 부산영화평론가협회상    | 여자 연기자상                  | 《세자매》                          | 수상 |
| 2021 | 제8회 한국영화제작가협회상     | 여우조연상                     | 《세자매》                          | 수상 |
| 2021 | 브랜드 고객 충성도 대상 시상식 | 신스틸러 - 여자배우부문        | 빈칸                                | 수상 |
| 2023 | 제32회 부일영화상              | 여우조연상                     | 《콘크리트 유토피아》               | 후보 |
| 2023 | 제59회 대종상                  | 여우조연상                     | 《콘크리트 유토피아》               | 수상 |
| 2023 | 제59회 대종상                  | 여우주연상                     | 《드림팰리스》                      | 후보 |
| 2023 | 제44회 청룡영화상              | 여우조연상                     | 《콘크리트 유토피아》               | 후보 |
| 2024 | 제22회 디렉터스 컷 시상식      | 올해의 여자배우상              | 《콘크리트 유토피아》               | 수상 |
| 2024 | 제60회 백상예술대상            | 영화부문 여자 조연상           | 《콘크리트 유토피아》               | 후보 |

## 가족 관계
- 배우자 : 이승원
  - 딸 : 이예은